# Oliver Crosby
Oliver Sexsmith "Mike" Crosby né le 27 avril 1920 à Philadelphie et mort le 25 octobre 2014, était un diplomate américain qui a été ambassadeur des États-Unis en Guinée. Il était le fils du classiciste Henry Lamar Crosby (en).

## Biographie et étude
Fils d'Henry Lamar Crosby, Oliver S. Crosby est né le 27 avril 1920 à Philadelphie. Il a obtenu un BA de l'Université de Pennsylvanie en 1946, où il était le dernier membre de la Zelosophic Society, et une maîtrise de l'Université Johns Hopkins en 1947. De 1942 à 1946, il a servi dans la marine américaine.
Entre 1952 et 1953, Crosby a étudié l'allemand à l'Université de Harvard et de 1964 à 1965, il a suivi des cours supplémentaires au National War College.

## Carrière
Crosby a rejoint le service extérieur américain en 1947 et a servi comme officier consulaire à Athènes jusqu'en 1950. De 1950 à 1952, il est officier politique à Tabriz et, pendant les cinq années suivantes, officier des transports, puis officier économique, pour l'ambassade des États-Unis à Berlin. Crosby a servi au Département d'État américain à Washington, DC de 1958 à 1962 en tant que spécialiste de la recherche sur le renseignement avant de retourner à l'étranger en tant qu'officier politique à Nicosie. De 1965 à 1968, Crosby a été chef de mission adjoint à Bamako, puis directeur de pays pour les affaires d'Afrique australe au Département d'État de 1968 à 1972, et de 1972 jusqu'à sa nomination en 1977 comme ambassadeur des États-Unis en Guinée, a été chef de mission adjoint à Lagos. Avant sa nomination comme ambassadeur en Guinée, Crosby a été nommé ambassadeur à Madagascar, cependant, cette nomination a finalement été retirée en raison de la détérioration des relations américaines avec Madagascar. Son mandat d'ambassadeur en Guinée a duré de 1977 à 1980.

## Vie privée
En 1980, Crosby s'a retiré à Maine. Il a été marié deux fois et a eu trois enfants.